# Highgrove (Kalifornia)
Highgrove – jednostka osadnicza w Stanach Zjednoczonych, w stanie Kalifornia, w hrabstwie Riverside.